# Como cierva sedienta
Como cierva sedienta per a soprano, cor i orquestra és una composició del 1998 d'Arvo Pärt. Es va estrenar el 3 de febrer de 1999 a Santa Cruz de Tenerife, amb la soprano Patricia Rozario i l'Orquestra Filharmònica de Copenhaguen dirigida per Okko Kamu, encarregada pel Festival de Música de Canàries. El 29 de març del mateix any es va tornar a representar a la sala de concerts d'Estònia i se'n va fer un documental.
El 16 de juny de 2000 es va estrenar la versió per a cor i orquestra femenina a Estocolm, per la Coral i Orquestra de la Ràdio Sueca, dirigida per Tõnu Kaljuste.
Como cierva sedienta és el primer treball d'Arvo Pärt per a soprano i orquestra.